# Сачдев, Таруни
Тару́ни Сачде́в (хинди तरुनी सचदेव; 14 мая 1998, Мумбаи — 14 мая 2012, Джомсом) — индийская актриса и фотомодель, известная по роли в фильме «Папочка» (2009). Также сыграла в ряде картин на языке малаялам и получила широкую известность, снимаясь в телевизионных рекламных роликах.
Погибла в авиакатастрофе в Непале вместе со своей матерью Гитой. Их тела были доставлены для захоронения в г. Мумбаи.
Таруни, Гита и другие шестеро погибших были прихожанами бомбейского храма кришнаитов. Вместе с кришнаитским монахом по имени Кришна Чайтанья Дас они совершали паломничество в Муктинатх.

## Отклики о смерти
Амитабх Баччан написал письмо семье Таруни: «Мы все шокированы и глубоко опечалены известием о страшной кончине Таруни и её мамы в авиакатастрофе, в Непале. Таруни была исключительным ребенком, полной уверенности в себе и с огромным количеством талантов». Баччан также добавил: «Как постоянный член звездного состава нашего фильма „Папочка“, она была выдающейся. Трудно поверить, что она стала жертвой такой страшной трагедии. Наши самые глубокие и искренние соболезнования от всех нас и команды фильма „Папочка“».